# Real Ariquemes
El Real Ariquemes es un equipo de fútbol de Brasil que juega en el Campeonato Rondoniense, la primera división del estado de Rondonia.

## Historia
Fue fundado el 25 de abril de 2011 en la ciudad de Ariquemes del estado de Rondonia con el nombre Real Desportivo Ariquemes, el cual cambiaron por el nombre que tienen actualmente.
En 2017 se gana el Campeonato Rondoniense por primera vez al vencer en la final al Barcelona de Rondônia y con ello clasifica por primera vez al Campeonato Brasileño de Serie D y a la Copa de Brasil, su primera aparición a nivel nacional, aunque en ese año en ambos torneo fue eliminado en la primera ronda.
En 2018 vuelve a ser campeón estatal y de nuevo vence en la final al Barcelona de Rondônia, con lo que para 2019 regresa a competir al Campeonato Brasileño de Serie D y a la Copa de Brasil.
En el Campeonato Brasileño de Serie D supera la primera ronda al finalizar segundo lugar en su grupo, pero es eliminado en la segunda ronda 2-6 por el Manaus Futebol Clube del Estado de Amazonas y finaliza en el lugar 29 entre 68 equipos; mientras que en la Copa de Brasil fue eliminado en la primera ronda 1-4 por el Avaí FC del estado de Santa Catarina.
En 2022 se consagró campeón estatal por tercera vez tras vencer en la final al União Cacoalense.

## Rivalidades
Sus principales rivales son el Ariquemes FC con quien juega el Derby de Ariquemes y con el Barcelona de Rondônia en el Clásico de Rondônia, que se acentúa porque la mayoría de partidos han sido de definición de títulos.

## Entrenadores
- André Alexandre Lima (diciembre de 2021-presente)[3]

## Palmarés
- Campeonato Rondoniense: 3

2017, 2018, 2022